# Cristián Abarca
Cristián Felipe Abarca Foncea (Santiago, Chile, 20 de mayo de 1989) futbolista chileno. Actualmente se encuentra libre tras pasar por el fútbol de Costa Rica en 2018.

## Trayectoria
Debutó oficialmente en el plantel de honor de Colo-Colo frente a Santiago Wanderers el 10 de septiembre de 2006. 
Marcó su primer gol el 22 de octubre de 2006, en un partido donde Colo Colo jugó con juveniles e igualó 2 a 2 con Cobreloa en Calama.

## Selección nacional
Ha defendido los colores de Selección de fútbol de Chile solamente con la escuadra sub-17, dirigida por José Sulantay.

### Participaciones internacionales con la selección
- Sudamericano sub-15 Paraguay 2004, 3 partidos.
- Sudamericano sub-17 Venezuela 2005, 4 partidos y 1 gol.

## Clubes
| Club                      | País       | Año       |
| ------------------------- | ---------- | --------- |
| Colo-Colo                 | Chile      | 2006-2007 |
| Universidad de Concepción | Chile      | 2007      |
| San Luis                  | Chile      | 2008      |
| Magallanes                | Chile      | 2009      |
| O'Higgins                 | Chile      | 2010      |
| Rangers                   | Chile      | 2011      |
| Trasandino                | Chile      | 2012      |
| San Antonio Unido         | Chile      | 2013-2014 |
| Deportes Melipilla        | Chile      | 2014      |
| AS Puma Generaleña        | Costa Rica | 2018      |

## Palmarés

### Campeonatos nacionales
| Título           | Club      | País  | Año    |
| ---------------- | --------- | ----- | ------ |
| Primera División | Colo-Colo | Chile | 2006-C |
| Primera División | Colo-Colo | Chile | 2007-A |